# 동망봉
동망봉(東望峰)은 대한민국 서울특별시 성북구 보문동6가, 종로구 숭인동에 있는 한국의 화강암 산이다. 청룡사라는 절이 위치한다. 1456년(조선 세조 2) 단종이 죽은 후, 단종의 비인 정순왕후(定順王后) 송(宋)씨가 청룡사에 머무르며 날마다 이 봉우리에 올라 단종이 귀양가서 죽은 영월 쪽을 바라보며 울었다고 전해진다.
영조가 1771년에 ‘東望峰’(동망봉)이라고 글씨를 쓰고 이를 동망봉 바위에 새기게 하였으나, 일제 강점기에 채석장으로 바뀌면서 사라졌다. 이 각자는 1941년에 이미 남아 있지 않았으나, 당시 경성부에서는 정업원구기 비에서 동남쪽으로 98m 떨어진 곳에 있는 글자의 흔적이 이 각자였던 것으로 추정하였다.

## 같이 보기
- 정순왕후 (조선 단종)
- 서울특별시의 지질
- 한국의 화강암